# Euaspa
Euaspa is een geslacht van vlinders van de familie Lycaenidae, uit de onderfamilie Theclinae.

## Soorten
- E. forsteri (Esaki & Shirôzu, 1948)
- E. milionia (Hewitson, 1869)
- E. pavo (De Nicéville, 1887)
- E. tayal (Esaki & Shirôzu, 1948)
- E. ziha (Hewitson, 1865)